# Fotochemioterapia

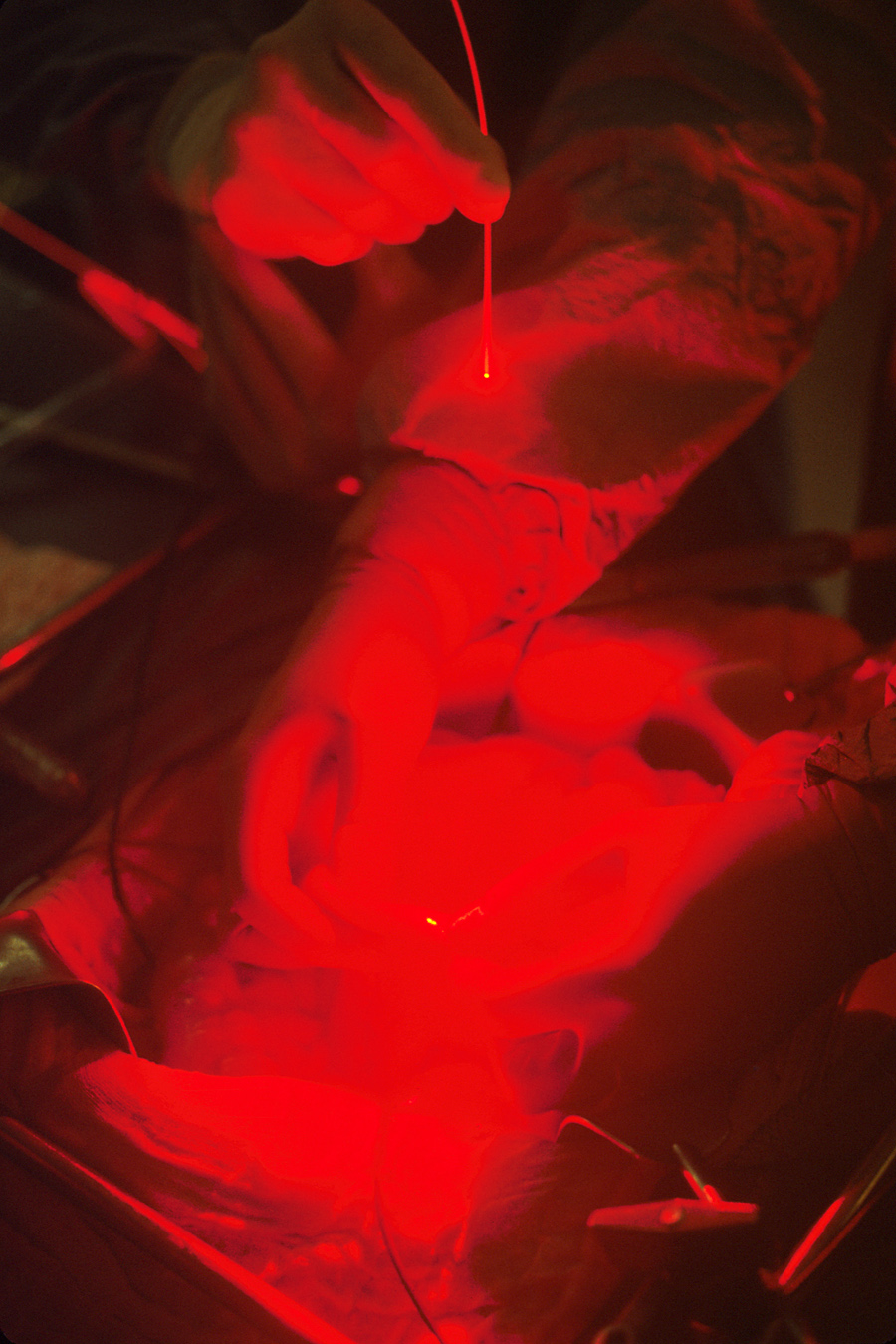
Zbliżenie na ręce chirurga, który stosuje fotochemoterapię. Pacjent otrzymuje światłowrażliwy lek (fotoforynę) zawierający substancje zabijające komórki nowotworowe, które je wchłaniają. W czasie zabiegu strumień światła zostaje skierowany na guz, co aktywuje lek do zabijania komórek nowotworowych. Stąd wzięła się nazwa fotochemoterapii.

Fotochemoterapia to łączona forma leczenia światłem ultrafioletowym (fototerapia) oraz specjalnych substancji chemicznych, będących fotouczulaczami, czyli substancji zwiększających wrażliwość skóry na nadfiolet. Substancje te należą do grupy psoralenów.

## Typy fotochemioterapii
- PUVA (z ang. Psoralen Ultra-Violet A) – fotochemioterapia klasyczna z wykorzystaniem doustnych psoralenów (8-metoksypsoralen czy 5-metoksypsoralen), podawanych celem uwrażliwienia skóry na działanie promieni ultrafioletowych (UV) 1–2 godziny przed naświetlaniem promieniowaniem UVA (320–400 nm, szczyt naświetlania 365 nm)
- PUVA-bath – psoraleny podawane są miejscowo podczas kąpieli
- PUVA-topical – psoraleny podawane są bezpośrednio na skórę w postaci preparatów zewnętrznych
- UVA-1 – naświetlania spektrum pasma UVA o zakresie 340–400 nm
- UVB-broad band – naświetlania całym zakresem promieniowania UVB (280–320 nm)
- SUP – selektywna fototerapia (z ang. Selective UVB Phototherapy) to stosowanie promieniowania o zakresie 305–325 nm
- UVB-narrow band – najnowsza metoda polegająca na stosowaniu wąskiego spektrum promieniowania UVB o zakresie 311 nm
- Re-PUVA – skojarzone stosowanie retinoidów i PUVA
- Re-SUP – jak wyżej, jedynie stosuje się UVB, czyli nadfiolet o długości fali 290–320 nm

## Zastosowanie kliniczne
- leczenie atopowego zapalenia skóry
- leczenie łuszczycy
- leczenie bielactwa
- leczenie nowotworów, np. ziarniniaka grzybiastego[1]